# Clonistria
Clonistria is een geslacht van Phasmatodea uit de familie Diapheromeridae. De wetenschappelijke naam van dit geslacht is voor het eerst geldig gepubliceerd in 1875 door Carl Stål.

## Soorten
Het geslacht Clonistria omvat de volgende soorten:
- Clonistria annulipes Rehn & Hebard, 1938
- Clonistria bartholomaea Stål, 1875
- Clonistria bicoloripes Rehn & Hebard, 1938
- Clonistria calamus (Fabricius, 1793)
- Clonistria caputaurata Bellanger, Jourdan & Lelong, 2012
- Clonistria chilensis Redtenbacher, 1908
- Clonistria exornata Redtenbacher, 1908
- Clonistria fauna (Westwood, 1859)
- Clonistria gerstaeckeri Redtenbacher, 1908
- Clonistria guadeloupensis Redtenbacher, 1908
- Clonistria guatemalensis Redtenbacher, 1908
- Clonistria haita (Westwood, 1859)
- Clonistria latebricola Rehn & Hebard, 1938
- Clonistria linearis (Drury, 1773)
- Clonistria monticola Rehn & Hebard, 1938
- Clonistria sanctaeluciae Redtenbacher, 1908
- Clonistria simplicitarsis (Gray, 1835)
- Clonistria tenuis (Westwood, 1859)
- Clonistria xenia Redtenbacher, 1908